# Síakrobatika az 1988. évi téli olimpiai játékokon
Az 1988. évi téli olimpiai játékokon a síakrobatika bemutató sportágként szerepelt. Összesen hat versenyszámot rendeztek.

## Éremtáblázat
(A rendező ország csapata eltérő háttérszínnel, az egyes számoszlopok legmagasabb értéke, vagy értékei vastagítással kiemelve.)
| Az 1988. évi téli olimpiai játékok éremtáblázata síakrobatikában | Az 1988. évi téli olimpiai játékok éremtáblázata síakrobatikában | Az 1988. évi téli olimpiai játékok éremtáblázata síakrobatikában | Az 1988. évi téli olimpiai játékok éremtáblázata síakrobatikában | Az 1988. évi téli olimpiai játékok éremtáblázata síakrobatikában | Olimpia  |
|                                                                  | Nemzet                                                           | Arany                                                            | Ezüst                                                            | Bronz                                                            | Összesen |
| 1.                                                               | NSZK (FRG)                                                       | 2                                                                | 1                                                                | 0                                                                | 3        |
| 2.                                                               | Franciaország (FRA)                                              | 1                                                                | 2                                                                | 1                                                                | 4        |
| 3.                                                               | Egyesült Államok (USA)                                           | 1                                                                | 2                                                                | 0                                                                | 3        |
| 4.                                                               | Kanada (CAN)                                                     | 1                                                                | 0                                                                | 1                                                                | 2        |
| 4.                                                               | Svédország (SWE)                                                 | 1                                                                | 0                                                                | 1                                                                | 2        |
|                                                                  |                                                                  |                                                                  |                                                                  |                                                                  |          |
| 6.                                                               | Norvégia (NOR)                                                   | 0                                                                | 1                                                                | 1                                                                | 2        |
|                                                                  |                                                                  |                                                                  |                                                                  |                                                                  |          |
| 7.                                                               | Svájc (SUI)                                                      | 0                                                                | 0                                                                | 2                                                                | 2        |
|                                                                  |                                                                  |                                                                  |                                                                  |                                                                  |          |
| Összesen                                                         | Összesen                                                         | 6                                                                | 6                                                                | 6                                                                | 18       |

## Érmesek

### Férfi
| Az 1988. évi téli olimpiai játékok érmesei férfi síakrobatikában | Az 1988. évi téli olimpiai játékok érmesei férfi síakrobatikában | Az 1988. évi téli olimpiai játékok érmesei férfi síakrobatikában | Az 1988. évi téli olimpiai játékok érmesei férfi síakrobatikában | Az 1988. évi téli olimpiai játékok érmesei férfi síakrobatikában | Az 1988. évi téli olimpiai játékok érmesei férfi síakrobatikában | Az 1988. évi téli olimpiai játékok érmesei férfi síakrobatikában |
| ---------------------------------------------------------------- | ---------------------------------------------------------------- | ---------------------------------------------------------------- | ---------------------------------------------------------------- | ---------------------------------------------------------------- | ---------------------------------------------------------------- | ---------------------------------------------------------------- |
| Versenyszám                                                      | Arany                                                            | Arany                                                            | Ezüst                                                            | Ezüst                                                            | Bronz                                                            | Bronz                                                            |
| Mogul                                                            | Hakan Hansson · Svédország (SWE)                                 | 39,56                                                            | Hans Englesen Eide · Norvégia (NOR)                              | 39,37                                                            | Edgar Grospiron · Franciaország (FRA)                            | 37,71                                                            |
| Ugrás                                                            | Jean-Marc Rozon · Kanada (CAN)                                   | 410,93                                                           | Didier Méda · Franciaország (FRA)                                | 380,77                                                           | Lloyd Langlois · Kanada (CAN)                                    | 377,97                                                           |
| Síbalett                                                         | Hermann Reitberger · NSZK (FRG)                                  | 46,6                                                             | Lane Spina · Egyesült Államok (USA)                              | 45,6                                                             | Rune Kristiansen · Norvégia (NOR)                                | 44,0                                                             |

### Női
| Az 1988. évi téli olimpiai játékok érmesei női síakrobatikában | Az 1988. évi téli olimpiai játékok érmesei női síakrobatikában | Az 1988. évi téli olimpiai játékok érmesei női síakrobatikában | Az 1988. évi téli olimpiai játékok érmesei női síakrobatikában | Az 1988. évi téli olimpiai játékok érmesei női síakrobatikában | Az 1988. évi téli olimpiai játékok érmesei női síakrobatikában | Az 1988. évi téli olimpiai játékok érmesei női síakrobatikában |
| -------------------------------------------------------------- | -------------------------------------------------------------- | -------------------------------------------------------------- | -------------------------------------------------------------- | -------------------------------------------------------------- | -------------------------------------------------------------- | -------------------------------------------------------------- |
| Versenyszám                                                    | Arany                                                          | Arany                                                          | Ezüst                                                          | Ezüst                                                          | Bronz                                                          | Bronz                                                          |
| Mogul                                                          | Tatjana Mittermayer · NSZK (FRG)                               | 36,16                                                          | Raphaëlle Monod · Franciaország (FRA)                          | 34,91                                                          | Conny Kissling · Svájc (SUI)                                   | 34,07                                                          |
| Ugrás                                                          | Melanie Palenik · Egyesült Államok (USA)                       | 268,83                                                         | Sonja Reichart · NSZK (FRG)                                    | 267,03                                                         | Carin Hernskog · Svédország (SWE)                              | 245,98                                                         |
| Síbalett                                                       | Christine Rossi · Franciaország (FRA)                          | 45,8                                                           | Jan Bucher · Egyesült Államok (USA)                            | 44,0                                                           | Conny Kissling · Svájc (SUI)                                   | 43,2                                                           |